# 長見寺 (瑞浪市)
長見寺（ちょうけんじ）は、岐阜県瑞浪市山田町にある臨済宗南禅寺派の寺院。山号は智勝山。

## 歴史
長見寺の前身である至重庵は、かつては長命山 弥勒寺または弥勒山 長命寺という寺号で、室町時代末期には存在していたようであるが、当時の法系や寺歴は不明である。
寛文元年（1661年）、虎渓山永保寺の塔頭である徳林院五世の白峯祖先の弟子で巡錫僧であった松嶺貞が前身の草庵に入り、
寛文4年（1664年）、現在地に智勝山 長見寺として建立し、永保寺を本寺として南禅寺派の法系下に入った。
天保12年（1841年）焼失したが、天保15年（1844年）に再建された。

## 境内

### 三界万霊塔
明和4年(1767年)造立の自然碑で、正面にクマドリがある。
長見寺の三界万霊塔は高さ2m、幅1mの大型の自然石で造られている。

### 名号塔
弘化5年(1848年)造立の角柱塔で、三十三所観音と並んでいる。

## 至重庵 弥勒堂
古くは弥勒寺あるいは長命寺という寺号であったと伝わり、長見寺の前身であると考えられる。
弥勒菩薩を本尊とし、弥勒堂とも呼ばれており、美濃瑞浪三十三観音霊場十七番である。
松嶺貞は、寛文元年（1661年）に長見寺が再創するまで至重庵に住した。
延宝7年(1679年)、宗閑が、弥勒寺至重庵として再創するも、法系は不明であるが、長見寺とともに南禅寺系下に属して続いたものと考えられる。
至重庵の納経供養塔には、天明五歳乙己四月五日の刻銘がある。塔の形容は大應寺や寶林寺のものと同型である。

## 関連リンク
【十八番】　智勝山　長見寺　瑞浪市観光協会